# Hurricäde
Hurricäde fue un grupo de música post-hardcore / screamo formado en 2007 en Gerona y disuelto en 2015, haciendo su último concierto en la mítica Atzavara Club de San Felíu de Guixols después de 8 años de actividad, varias giras peninsulares y europeas, y cuatro referencias de estudio grabadas.

## Discografía
- Self Titled 10" (2008)
- Pariah's Pharos 10" (2011)
- Anachronisms LP (2014)[4][5]
- Split w/Descubriendo a Mr.Mime 7" EP (2016)